# Elecciones parciales de Mid Bedfordshire de 2023
El 19 de octubre de 2023 se celebraron elecciones parciales en la circunscripción parlamentaria británica de Mid Bedfordshire.
El escaño quedó vacante tras la dimisión de la diputada conservadora Nadine Dorries. El 9 de junio de 2023, Dorries anunció que se retiraba del escaño "con efecto inmediato". Luego retrasó su proceso formal de renuncia hasta el 29 de agosto.[cita requerida]
La elección fue ganada por Alistair Strathern del Partido Laborista, la primera victoria laborista en el escaño desde su creación en 1918. La participación fue del 44.1%.
El resultado fue considerado impactante ya que el escaño no había votado antes a los laboristas. Había votado a los conservadores desde 1931. Era uno de los escaños más seguros del país para los conservadores.[cita requerida]
Los Demócratas Liberales también intentaron ganar el escaño.[cita requerida]
Los principales temas de la elección fueron la vivienda y el NHS. Un problema local fue la necesidad de un médico de cabecera del NHS en la nueva ciudad de Wixams, ubicada en la circunscripción.[cita requerida]

## Fondo

### Distrito electoral
Mid Bedfordshire es una gran circunscripción rural en Bedfordshire. Las ciudades en la sede incluyen Ampthill, Flitwick y Shefford. Los pueblos más pequeños de la sede incluyen Meppershall y Woburn. Los residentes son más ricos que el promedio del Reino Unido y su salud se sitúa en torno al promedio del Reino Unido. La anterior elección parcial en el distrito electoral se celebró en 1960.
La circunscripción había estado en manos de los conservadores desde 1931, con Nadine Dorries como diputada desde 2005. En las elecciones generales de 2019, Dorries ganó con una mayoría de 24.664.

### Anuncio inicial
Dorries ha sido un firme partidario del ex primer ministro Boris Johnson. Anteriormente había anunciado su decisión de dimitir en las próximas elecciones generales, tras haber criticado a sus colegas por deshacerse de Johnson. Durante meses se había especulado que ella, Nigel Adams y Alok Sharma recibirían títulos nobiliarios en la lista de honores de renuncia de Johnson.
The Sunday Times informó que, el 2 de junio de 2023, Johnson se reunió con el actual primer ministro conservador, Rishi Sunak, y acordó hacer campaña a su favor si Sunak aprobaba su lista de honores.Una fuente cercana a Sunak dijo que no se había llegado a ningún acuerdo, pero que Sunak había dicho que no interferiría en el proceso. La lista de títulos nobiliarios propuestos pasó a la Comisión de Nombramientos de la Cámara de los Lores (HOLAC), que rechazó varios nombres, incluidos Dorries, Adams y Sharma, ya que eran parlamentarios en servicio que no planeaban dimitir de forma inminente. Esto provocó una disputa sobre si se podían hacer arreglos para Dorries y los demás.Johnson quería que Sunak anulara HOLAC o que prometiera otorgar títulos nobiliarios a Adams, Dorries y Sharma más adelante, pero Sunak se negó.Sunak dijo el 12 de junio que Johnson le pidió que anulara HOLAC o hiciera promesas a personas de nobleza en una etapa posterior, pero que "no estaba preparado para hacerlo".Tim Shipman en The Sunday Times informó que Johnson le envió un mensaje a Dorries después de esta reunión, diciéndole que estaba en la lista.
En la mañana del 9 de junio, Dorries negó que dimitiría. Cuando posteriormente anunció que dimitiría "con efecto inmediato" ese mismo día, dijo que había sucedido "algo significativo" que le había hecho cambiar de opinión, sin dar más detalles. Sin embargo, esto se produjo poco después de que se informara que la habían eliminado de la lista para evitar una elección parcial.Más tarde, el 9 de junio, se publicó la lista de honores de Johnson sin Dorries.
Según The Times, Johnson y sus nominados creían erróneamente que HOLAC podría volver a examinarlos cada seis meses sin necesidad de volver a nominarlos, siempre y cuando dijeran que dimitirían en las próximas elecciones generales. Dorries descubrió por primera vez la noche del 8 de junio que no estaba en la lista de honores. El 9 de junio, se puso en contacto con un ministro de alto rango y le dijo que Johnson le había asegurado que podría ser revisada y nominada en una fecha posterior. La ministra dijo que habría tenido que haber dimitido ya como diputada o haber notificado a HOLAC su intención de hacerlo. Dorries preguntó si podía dimitir inmediatamente y volver a estar en la lista; su solicitud fue rechazada. Preguntó si Sunak la presentaría para un título nobiliario en las próximas elecciones y le dijeron que Sunak no haría ninguna promesa. Posteriormente, Dorries anunció su dimisión.
Más tarde, ese mismo día, Johnson también anunció su intención de dimitir como diputado por la forma en que el Comité de Privilegios de los Comunes había investigado sus declaraciones al Parlamento relacionadas con el Partygate, lo que finalmente provocó otras elecciones parciales en Uxbridge y South Ruislip.
Más tarde, Dorries criticó a Sunak y a su asesor James Forsyth como "chicos elegantes", quienes "de manera engañosa y cruel" le impidieron recibir un título nobiliario. Johnson también siguió criticando a Sunak.

### Retraso en la dimisión
Habiendo anunciado su intención de dimitir, Dorries retrasó su dimisión formal como diputada, para frustración del Partido Conservador. El Financial Times informó que lo hacía para causar problemas a Sunak.
En la noche del 14 de junio, Dorries tuiteó para decir que era "absolutamente" su intención dimitir, pero que iba a retrasarlo hasta haber recibido la información solicitada sobre por qué no se le había concedido un título nobiliario. No cumplió con el plazo para dimitir para que se celebraran elecciones parciales antes del receso de verano del Parlamento.
En el verano de 2023, los ayuntamientos de Flitwick y Shefford escribieron cartas abiertas a Dorries, instándola a dejar inmediatamente el escaño, citando su falta de representación para sus electores y criticando su ausencia.El diputado laborista Chris Bryant propuso el uso de una norma parlamentaria del siglo XIX para presentar una moción que exigiera que Dorries asistiera al Parlamento o sería suspendido, lo que daría lugar a una petición de destitución.
El 26 de agosto de 2023, Dorries anunció formalmente su dimisión; Su carta de renuncia al Primer Ministro también se publicó en el Daily Mail. La carta era muy crítica con Sunak, acusándolo de abandonar "los principios fundamentales del conservadurismo" y también afirmaba que la policía había visitado su casa debido a las amenazas que había recibido. El proceso formal de renuncia, por nombramiento para el cargo de Mayordomo y Alguacil de los Trescientos de Chiltern, finalizó el 29 de agosto de 2023.
El Parlamento estaba en receso cuando Dorries dimitió formalmente; la moción de auto de elección se presentó cuando se volvió a reunir el 4 de septiembre de 2023, y la orden de auto de elección se emitió el 12 de septiembre.

## Candidatos
El 15 de junio, el comisionado de policía y crimen de Bedfordshire, Festus Akinbusoye, fue seleccionado como candidato conservador. La elección de Akinbusoye habría resultado en que dejara vacante su cargo de comisionado, lo que habría resultado en una elección parcial para el puesto en todo Bedfordshire.
El Partido Laborista eligió a Alistair Strathern como candidato. Fue concejal del Ayuntamiento de Waltham Forest London desde mayo de 2014 hasta que dimitió el 5 de septiembre de 2023 (se celebraron elecciones parciales para su barrio el 26 de octubre de 2023). Había sido miembro del gabinete (titular de cartera) en Waltham. Forest London Borough Council desde 2021, recibiendo una asignación anual de £37,777, además de su salario como "líder climático" en el Banco de Inglaterra. Sus trabajos anteriores fueron como director de Ascham Homes Limited desde junio de 2014 hasta noviembre de 2015, y como profesor de matemáticas. Strathern se ha asociado con Greenpeace. Strathern creció en Bedfordshire y, en julio de 2023, anunció que se había mudado de Londres a Shefford, Bedfordshire.
Los demócratas liberales eligieron a Emma Holland-Lindsay como su candidata el 19 de junio. Es concejal local como miembro del Consejo Central de Bedfordshire, en Leighton Buzzard, parte del distrito electoral de South West Bedfordshire.
El 12 de junio, Reform UK anunció a Dave Holland como su candidato. Creció en el distrito electoral y en enero de 2023 había sido seleccionado por Reform UK para presentarse al distrito electoral en las próximas elecciones generales. Holland se postuló sin éxito como candidato reformista del Reino Unido en las elecciones del Consejo Central de Bedfordshire de 2023 para el distrito de Meppershall y Shillington. Cade Sibley fue seleccionado como candidato del Partido Verde.
El presidente del Consejo Central de Bedfordshire, Gareth Mackey, concejal independiente, también anunció su candidatura el 12 de junio, afirmando que se presentaría como independiente, tras haber anunciado previamente que se presentaría en el distrito electoral en las próximas elecciones generales. Se postuló sin éxito como candidato conservador en las elecciones del Consejo Central de Bedfordshire de 2015, antes de ser elegido concejal independiente en 2019.

## Campaña
Algunas fuentes de los medios especularon que los demócratas liberales tendrían un buen desempeño, pero informaron que los laboristas también esperaban poder ganar el escaño.
El 12 de junio, Reform UK y el Partido Reclaim anunciaron un acuerdo de cooperación mutua para dos próximas elecciones parciales, según las cuales Reform UK estaría en Mid Bedfordshire y Reclaim en Uxbridge y South Ruislip.
El 13 de junio, la coordinadora de la campaña nacional del Partido Laborista, Shabana Mahmood, descartó un pacto Lib-Lab. El líder de los demócratas liberales, Sir Ed Davey, hizo lo mismo el 10 de junio. El 19 de junio, ambos partidos habían confirmado candidatos.
Tanto los laboristas como los demócratas liberales lanzaron campañas serias por el escaño, lo que desencadenó lo que la periodista Katy Balls describió como una "lucha de poder tóxica" y la especulación de que la división del voto anticonservador podría permitir a los conservadores retener el escaño.
Según los informes, la campaña conservadora estuvo "manchada" por Nadine Dorries. El 1 de julio, una encuesta de opinión sugirió que los conservadores podrían sufrir su mayor derrota electoral parcial en la historia británica.
El 21 de septiembre se informó que el Partido Laborista había emitido una carta de cese y desista a los demócratas liberales, acusándolos de publicar "mentiras y difamaciones" sobre el candidato laborista en sus folletos electorales y de utilizar un gráfico de barras engañoso que mostraba a los demócratas liberales como cuello. empataron con los conservadores, cuando las encuestas los colocaron en tercer lugar. En respuesta, los demócratas liberales acusaron a los laboristas de una campaña de "trucos sucios". Los laboristas amenazaron con denunciar a los demócratas liberales a la policía alegando dos violaciones de la Ley de Representación del Pueblo.
Se informó que el Servicio Nacional de Salud y la vivienda asequible eran temas clave en la campaña. Un tema de la campaña local fue la necesidad de una consulta de médico de cabecera en la nueva ciudad de Wixams.

## Los resultados
Partido Laborista- Alistair Strathern 13.872 votos. (34.1%)
Partido Conservador- Festus Akinbusoye 12.680 votos. (31,1%)
Demócratas Liberales- Emma Holland-Lindsey 9.420 votos. (23,1%)
Candidato independiente- Gareth MacKey- 1,865 votos. (4.6%)
Reforma del Reino Unido- Dave Holland- 1.487 votos. (3,7%)
Partido Verde- Cade Sibley- 732 votos. (1,8%)
La fiesta oficial de Monster Raving Loony - Ann Kelley- 249 votos. (0,6%)
Hubo un cambio del 20,5% de los conservadores a los laboristas. Este fue un cambio masivo.